# معهد الشرق الأوسط للبحوث
مؤسسة الشرق الأوسط للبحوث (ميري) ( (بالكردية: ئینستیتیوتی رۆژهەڵاتی ناوەڕاست بۆ توێژینەوە)‏ ؛ بالإنجلیزیة: Middle East Research Institute ) هي مؤسسة أكاديمية للبحوث السياساتیة ومركز فكري مقره أربيل في إقليم كوردستان العراق. تجري المؤسسة أبحاثًا أساسية في مجالات السلام وحقوق الإنسان والحوكمة والأمن والاقتصاد. تأسست في عام 2014 ، نمت المنظمة بسرعة وتحتل الآن مكانة مهمة في مجال أبحاث السياسات في الشرق الأوسط. تم تصنيف MERI من قبل Think Tanks and Civil Society Program في جامعة بنسلفانيا كمنظمة بحثية سياسية رائدة في العراق على مدار السنوات الثلاث الماضية على التوالي والمرتبة 34 (Top 7%) في منطقة الشرق الأوسط وشمال إفريقيا.

## مهمة
تتمثل مهمة مؤسسة الشرق الأوسط للبحوث في المساهمة في عملية بناء الأمة و بناء الدولة وإرساء الديمقراطية في الشرق الأوسط ، وتتمثل أهدافها في تعزيز وتطوير حقوق الإنسان والديمقراطية والحكم الرشيد والازدهار الاقتصادي [1]. يشمل اختصاص المؤسسة مجموعة واسعة من الأنشطة، بما في ذلك السياسة الدولية والأمن القومي ومؤسسات الديمقراطية والحكم والاقتصاد والطاقة والبيئة والخدمات العامة والمجتمع المدني والتنمية الثقافية.

## أنشطة البحث
تنشر مؤسسة الشرق الأوسط للبحوث نتائجها وتجري مناقشاتها السياسية بثلاث لغات ، بما في ذلك الإنجليزية والعربية والكوردية. أجرى المعهد العديد من المشاريع البحثية ونشر تقارير جيدة عن تنظيم الدولة الإسلامية في العراق والشام والنازحين واللاجئين وحقوق الأقليات،  المصالحة بعد الحرب وإصلاحات نظام الحكم وتعزيز حقوق الإنسان (حماية حقوق الأقليات ومنع العنف ضد المرأة) والإصلاح المؤسسي (القضاء والنيابة العامة ووزارة الداخلية ووزارة البيشمركة).
تتعاون المؤسسة على نطاق واسع مع الجامعات ومنظمات السلام في الولايات المتحدة وأوروبا والشرق الأوسط .

## منتدى الشرق الأوسط
كما تنظم مؤسسة ميري مؤتمرات سنوية رفيعة المستوى (منتدى الشرق الأوسط) يحضرها القادة السياسيون وخبراء السياسة في العراق والدول المجاورة. عقدت مؤسسة الشرق الأوسط للبحوث منتداها الافتتاحي في الفترة من 4 إلى 6 نوفمبر 2014. ويعتبر هذا الأمر الأول من نوعه في المنطقة، حيث اشتمل على نقاشات مفتوحة بين فؤاد معصوم (رئيس العراق)، وسالم الجبوري (رئيس مجلس النواب العراقي)، وأسامة النجيفي (نائب رئيس جمهورية العراق)، ونچيرفان بارزاني (رئيس الوزراء السابق ورئيس إقليم كوردستان حالیا) ، برهم صالح (رئيس الوزراء الأسبق لحكومة إقليم كردستان - أصبح فيما بعد رئيسًا للعراق) ، مسرور بارزاني (رئيس الوزراء الحالي لحكومة إقليم كوردستان)، قوباد طالباني (نائب رئيس حكومة إقليم كوردستان) بالإضافة إلى صانعي السياسات الدوليين، كوزراء خارجية (على سبيل المثال تركيا)، سفراء وخبراء أكاديميون (  ). يُعقد منتدى MERI سنويًا منذ ذلك الحين ، وكان تأثيره كبيرًا على صنع السياسات والتوعية العامة.

## منتدى العراق
نظمت مؤسسة الشرق الأوسط للبحوث المنتدى العراقي الأول (الافتتاحي) في بغداد (2-4 مايو 2023) بالشراكة مع مركز النهرين. كان هذا مؤتمراً آخر رفيع المستوى جمع صانعي القرار والسياسة بالإضافة إلى الأكاديميين والدبلوماسيين والصحفيين الوطنيين والدوليين. حضر المؤتمر رئيس الوزراء محمد شیاع السوداني، ورئيس إقليم كوردستان نيجيرفان بارزاني، ونائب رئيس وزراء حكومة العراق رئیس إقليم كوردستان، ووكيل وزارة الخارجية باربرا ليف، والممثلة الخاصة للأمين العام جانين بلاسخارت والعديد من الوزراء والقادة السياسيين.

## التمويل
يتم تمويل مؤسسة الشرق الأوسط للبحوث بالكامل من خلال المنح، وبالتالي استقلالها المالي والسياسي. تم منح رأس المال الأولي لميري (3.5 مليون دولار) في ديسمبر 2013 من قبل مجلس النفط والغاز في إقليم كردستان (صناديق بناء القدرات). ومنذ ذلك الحين، تنافست بنجاح للحصول على تمويل بحثي دوليًا. تم منحها منحًا كبيرة من الاتحاد الأوروبي في إطار برنامج Horizon 2020 ، بما في ذلك EUNPACK  و FEUTURE.  كما حصلت على تمويل من معهد الولايات المتحدة للسلام .

## استقبال
دخلت مؤسسة الشرق الأوسط للبحوث حيز التشغيل في 18 مايو 2014. في عام 2015 ، بعد عام واحد فقط من إنشائها ، تم اختيار المؤسسة من بين أفضل مراكز الفكر في منطقة الشرق الأوسط وشمال إفريقيا (MENA) ، وأعلى تصنيف في العراق . عززت مؤسسة میري مكانتها للسنوات المتتالية (2015-2019) واحتلت المرتبة الأولى في العراق والمرتبة 34 في دول الشرق الأوسط وشمال إفريقيا (من بين 507 مؤسسات ، أعلى 7٪) وفقًا لتقرير Global Go To Think Tank Index  الصادر عن Think Tanks وبرنامج المجتمعات المدنية في معهد لودر بجامعة بنسلفانيا .
تم الاستشهاد بمنشورات مؤسسة الشرق الأوسط للبحوث أو اقتباساتها من علمائها على نطاق واسع في وسائل الإعلام الإخبارية الرئيسية ، بما في ذلك The New York Times ،  The Voice of America ،  الأسترالي RN-ABC ،  NBC News ،  الجزيرة  وغيرها